# Манголд фон Вилдберг
Манголд фон Вилдберг (на немски: Mangold von Wildberg; † 14 август 1277) от страничната линия Вилдберг на швабския род Хоенберг, е граф в замък Вилдберг в Бавария.

## Произход
Той е син на граф Манголд фон Вилдберг († сл. 1251) и съпругата му фон Грумбах, дъщеря на Марквард IV фон Грумбах († сл. 1215). Внук е на Бертхолд фон Вилдберг († сл. 1187) и съпругата му София фон Аухаузен, която е сестра на Рабодо, епископ на Шпайер (1173 – 1176), дъщеря на Хартман фон Алерхайм-Аухаузен († сл. 1133). Правнук е на Манголд фон Вилдберг († сл. 1180).
Родът фон Вилдберг измира през 1368 г.

## Фамилия
Манголд фон Вилдберг се жени и има децата:
- син († сл. 1258)
- София фон Вилдберг († сл. 22 април 1271), омъжена пр. 21 юли 1264 г. за граф Херман I фон Кастел († 1289)
- Аделхайд фон Вилдберг († сл. 13 ноември 1292), омъжена пр. 21 юли 1264 г. за Конрад фон Тримберг (III) († 1281)
- Агнес фон Вилдберг (* пр. 1264)